# بريموج بروشت
بريموج بروشت (بالسلوفينية: Primož Prošt) مواليد 14 يوليو 1983 في تربوفلجه، جمهورية يوغوسلافيا الاشتراكية الاتحادية، هو لاعب كرة يد سلوفيني يلعب كحارس مرمى. يلعب حاليا مع فغيش أوف غوبينغن ويحمل الرقم 16. مثل منتخب سلوفينيا لكرة اليد.

## المسيرة الاحترافية
لعب مع نادي جورينيه فيلينيه لكرة اليد في الدوري السلوفيني من سنة 2004 إلى 2008، ثم لعب مع سيلكيبورج من سنة 2008 إلى 2011، ثم لعب مع نادي مونبلييه لكرة اليد في الدوري الفرنسي في موسم 2011–2012، ثم لعب مع فغيش أوف غوبينغن في الدوري الألماني في سنة 2013.

## سجل المنافسة
شارك في البطولات التالية:
- بطولة العالم لكرة اليد للرجال 2015

## روابط خارجية
- بريموج بروشت على موقع الاتحاد الأوروبي لكرة اليد (الإنجليزية)